# Spondylosoma
 Spondylosoma  (gr. “cuerpo de vértebra”) es un género representado por una única especie de afanosaurio, que vivió a mediados del período Triásico, hace aproximadamente 230 millones de años, en el Ladiniense. Encontrado en la parte más baja de la Formación Santa María en el estado de Rio Grande do Sul Brasil.

## Historia
Friedrich von Huene baso este género en un esqueleto postcraneal, en 1942, que se encuentra en la Universidad de Tübingen.  El esqueleto incluye dos dientes, la misma cantidad de vértebras cervicales, cuatro dorsales, tres sacras, escapula, parte del húmero,  del fémur y del pubis.  En ese tiempo creyó que se trataba de un  prosaurópodo.
Con el descubrimiento del dinosaurio basal Staurikosaurus, Spondylosoma se pensó que se trataba de un posible pariente. Los autores han avanzado y retrocedido en esta cuestión, considerándolo como un dinosaurio basal o como un tecodonto u otro arcosaurio basal.  Dos trabajos ilustran esto claramente: in 2000, Peter Galton ha propuesto que le faltan muchas de las sinapormorfías características de los dinosaurios (una curva sigmoidea y epipofisis en el cuello y una cresta deltopectoral ubicada distalmente del húmero) y es probablemente pertenezca a Rauisuchia ya que las características que comparte con los  dinosaurios (pubis elongado, al menos tres vértebras sacras, vértebras dorsales con articulaciones accesoria  hipoesfena-hipantrua) son compartidos por ambos grupos, en contra de esta visión en 2004 Max Langer incluye a Spondylosoma como un posible dinosaurio basal relativo a los herrerasáuridos (pero no eliminó firmemente las afinidades con los rauisucos).